# Nesiotites hidalgo
Espèce
Synonymes
- Asoriculus hidalgo

Nesiotites hidalgo est une espèce éteinte de musaraignes ayant vécu à Majorque et à Minorque, aux îles Baléares (Espagne). Elle appartenait au genre endémique Nesiotites.

## Présentation
C'était l'un des trois mammifères terrestres indigènes des îles Baléares, aux côtés du ruminant Myotragus et du rongeur Hypnomys. Nesotites a vécu pendant plus de 5 millions d'années aux îles Baléares, depuis la fin du Miocène ou le début du Pliocène, et Nesiotites hidalgo est la dernière et la plus grande chrono-espèce de la lignée. Elle était relativement grosse pour une musaraigne, avec un poids estimé entre 20 et 30 grammes.
La musaraigne vivante à laquelle elle est la plus étroitement apparentée est la Musaraigne de l'Himalaya (en) (Soriculus nigrescens), dont elle a divergé il y a environ 6,44 millions d'années, et elle a probablement une relation étroite avec le genre éteint d'Europe continentale et de Corse-Sardaigne Asoriculus.